# Nørre Åby
Nørre Åby (danska: Nørre Aaby) är en tätort i Middelfarts kommun i Region Syddanmark i Danmark. Tätorten har 3 189 invånare (2024). Den ligger på Fyn, cirka 10 kilometer sydost om Middelfart. Nørre Åby var centralort i Nørre Åby kommun fram till kommunreformen 2007.